# The Sims: Vacation
The Sims: Vacation — четвёртое дополнение для симулятора жизни The Sims, разработанное Maxis и изданное Electronic Arts. Оно было выпущено 2 апреля 2002 года в США. Дополнение вводит возможность для симов отправляться на курорт, отдыхать на пляже, проводить время на природе в лесу или кататься на лыжах или скейтборде в заснеженных горах. 
Разработка Vacation стала следствием желания разработчиков после Hot Date дальше развить игровой процесс, связанный с общественной жизнью, однако на этот раз сместить акцент на семейный отдых.
Дополнение получило смешанные оценки у критиков, с одной стороны они похвалили Vacation за множество новых взаимодействий и расширении симуляции общественной жизни, с другой стороны указали на плохой искусственный интеллект персонажей NPC на курорте.

## Игровой процесс
Дополнение вводит локацию-курорт — Vacation Island, где симы могут провести отпуск одними, или вместе с семьёй. Курорт условно поделён на три уровня — песчаный пляж у моря, где симы могут остановится в отеле, сидеть у бассейна, кататься с водяной горки, развлекаться у аркадных автоматов, строить песчаные замки и играть в волейбол. Средняя полоса курорта представляет собой лес, где симы могут жить в палаточном лагере, на природе, сидеть и жарить у костра, устраивать стрельбище из лука и ловить рыбу. Верхняя полоса покрыта снегом, там симы могут жить в иглу, лепить снеговиков, кататься на сноуборде на искусственном спуске, а также с кататься на лыжах со снежной горки. Игрок может перестраивать участки на своё усмотрение.
Прибыв на курорт, сим должен пройти регистрацию на стойке в лобби, чтобы затем иметь возможность спать в номере отеля. Однако плата за проживание в палатке и иглу изымается отдельно. Сим может перемещаться между климатическими полосами, но он должен переодеваться, на пляже — это купальник, в горах — тёплая одежда. Если сим не переоденется в специальной кабинке и будет носить одежду не по погоде, он будет испытывать дискомфорт. Чтобы сим во время пребывания в курорте не терял отношения со своими друзьями, он может присылать им открытки. Сим, прибывая в отпуске, может собирать уникальные предметы и сувениры, не доступные в режиме строительства, некоторые вещи присуждают в качестве награды за хорошо проведённый отпуск.

## Создание и выпуск
После большого успеха дополнения The Sims: Hot Date, разработчики решили дальше выпускать расширения, посвящённые социальной жизни за пределами жилого участка сима. При создании расширения Hot Date, разработчики желали показать гораздо больше аспектов социальной жизни, это вылилось в создание следующего пакета об отдыхе на курорте, расширяющего возможность вести активный образ жизни за пределами жилого участка, но одновременно ориентированного на семейный отдых, отношения между родителями и детьми. Данное дополнение являлось крупнейшим выпущенным DLC для The Sims по состоянию на начало 2002 года.
Впервые о предстоящем дополнении стало известно 4 января 2002 года. Официальный анонс состоялся 10 января, тогда стало известно, что выпуск дополнения намечен на весну этого года. 13 марта стало известно, что дополнение вышло в печать. 25 марта Vacation вышла в Бразилии, 26 марта в США и России, 29 марта в Южной Корее, 5 апреля в Великобритании, 11 апреля во Франции, 13 апреля в Германии, 15 апреля в Испании, 17 апреля в Польше, 9 июня в Дании, 27 февраля 2003 года в Японии. 30 августа 2002 года игра вышла в США для компьютеров с операционной системой Mac OS. 
После выпуска, дополнение возглавило список продаж игр для ПК и удерживала первую позицию вплоть до июня 2002 года, опережая такие новинки, как Star Wars Jedi Knight II: Jedi Outcast, или Dungeon Siege. Первое место дополнение уступило в июле игре Warcraft III: Reign of Chaos. В августе Vacation спустилась на третье место, но в сентябре снова возглавила список по продажам. В октябре дополнение снова попало на третье место, а в октябре резко спустилось на 9 место после выпуска следующего дополнения The Sims: Unleashed. По итогам дополнение Vacation стало самой продаваемой игрой в 2002 году.

## Музыка
11 ноября 2006 года был выпущен альбом под названием The Sims: Vacation, включающий в себя саундтреки добавленные вместе с одноимённым дополнением. 
| №                   | Название                | Автор(ы)            | Длительность |
| ------------------- | ----------------------- | ------------------- | ------------ |
| 1.                  | «Sims Vacation»         | Джерри Мартин       | 3:40         |
| 2.                  | «Welcome To The Island» | Джерри Мартин       | 3:22         |
| 3.                  | «Chimonganalai»         | Джерри Мартин       | 3:37         |
| 4.                  | «Coconuts In The Sand»  | Кирк Кейси          | 3:44         |
| 5.                  | «Steel Drum Paradise»   | Кирк Кейси          | 3:40         |
| 6.                  | «Song Of The Island»    | Кирк Кейси          | 3:39         |
| 7.                  | «Shaggy Sim»            | Марк Руссо          | 3:34         |
| 8.                  | «Seal In The Sea»       | Марк Руссо          | 3:29         |
| Общая длительность: | Общая длительность:     | Общая длительность: | 28:31        |

## Восприятие
| Сводный рейтинг       | Сводный рейтинг |
| Агрегатор             | Оценка          |
| --------------------- | --------------- |
| GameRankings          | 77,30 %         |
| Metacritic            | 75 %            |
| Иноязычные издания    |                 |
| Издание               | Оценка          |
| GameRevolution        | [ 35 ]          |
| GameSpot              | 8 из 10         |
| IGN                   | 8 из 10         |
| CDAction              | 9/10            |
| Русскоязычные издания |                 |
| Издание               | Оценка          |
| Absolute Games        | 55 %            |

Дополнение получило смешанные оценки, средние баллы по версии агрегаторов Metacritic и GameRankings составляют 75% и 77,30 %.
Часть рецензентов оставили восторженные отзывы. Например представитель GameZone назвал Vacation почти идеальным дополнением и обязательным для тех, что периодически играет в The Sims. В частности критик решил, что Vacation особенно по душе придётся взрослым игрокам. Представитель Gamer Temple увидел в Vacation сходство с Hot Date, даже не смотря на явно разные тематики, два данных расширения имеют техническое сходство, вплоть до недостатков. Тем не менее Vacation порадует игрока обилием разнообразных локаций и новых видов активного отдыха. 
Дополнение оценил Эндр Парк из GameSpot, заметив, что оно добавляет множество симуляции в The Sims, и делает игровой процесс разнообразнее, добавляет множество новых взаимодействий и предметов, которые скрасят например вечеринку. Тем не менее критик указал на то, что дополнение никак не решает проблему графики игры и неудобное управление камерой. Редактор журнала PC Powerplay заметил, что окружающие пространства, наполненные NPC напомнили ему The Sims Online, а также критик заметил, что для получения полноценного игрового опыта в Vacation, игроку рекомендуется установить все предыдущие дополнения. 
Джейсон Бейтс, критик IGN заметил, что Vacation наделена всеми преимуществами предыдущего дополнения Hot Date, расширяя возможность проводить время за границей жилого участка. Дополнение добавляет множество новых участков и способов времяпровождения, что увлечёт игрока на длительное время. Тем не менее слишком посредственный ход событий, поведение NPC, отсутствие смерти, опасности, элемента неожиданности, ограниченный доступ к коллекции объектов в режиме строительства — те недостатки, которые так сильно раздражают, что и в предыдущем расширении. Критик заметил, что с одной стороны поклонникам The Sims дополнение несомненно понравится, но Джейсон желал бы в следующих расширениях видеть не просто пародию на потребительскую культуру, а дальнейшее моделирование человеческого поведения и исследования окружающего пространства. Помимо этого, устаревший движок игры даёт о себе знать. Представительница PC Powerplay также заметила, что с одной стороны дополнение предлагает обширные общественные пространства, как Hot Date, но они гораздо хуже согласованны, ограничивая персонажей во взаимодействии и образуя множество проблем. Игрока также сильно сдерживают высокие цены буквально на всё, даже еду.
Представитель Absolute Games дал сдержанный отзыв, заметив малое количество возможностей, связанных с отдыхом, а также некачественно реализованный геймплей. Например некоторые NPC ведут себя навязчиво, или неадекватно, или крайне трудно завести общение с другими отдыхающими туристами. Разгромную статью оставил Небойша Радакович из GameRevolution, заметив, что несмотря на добавление большого количества новых взаимодействий, факт того, что сим не может общаться с другими туристами, или игрок видит бесконечный приток и отток туристов — сильно разочаровывает и раздражает, а сам участок для отдыха в результате похож на остановку у магистрали. Также часто NPC не способны удовлетворить свои базовые потребности и начинают себя неадекватно вести. Редакция Gaming Age назвал Vacation не обязательным дополнением, но достаточным для удовлетворения чаяния фанатов The Sims. Разгромный отзыв оставил критик GameRevolution назвав Vacation посредственным расширением — просто сборником новых локаций с новыми предметами.